# 缩梗乌头
缩梗乌头（学名：Aconitum sessiliflorum）为被子植物门双子叶植物纲蔷薇目毛茛科属乌头属。

## 分布
分布于四川西部。

## 生长环境
生长于海拔3540-4120米间山地草坡或灌木丛中。

## 扩展阅读
- 維基物種上的相關：缩梗乌头